# Distretto di Jezzin
Il distretto di Jezzin è un distretto amministrativo del Libano, che fa parte del governatorato del Sud Libano. Il capoluogo del distretto è Jezzin.